# Darío Conca
Darío Leonardo Conca (General Pacheco, 11 maggio 1983) è un ex calciatore argentino, di ruolo centrocampista.

## Caratteristiche tecniche
È un trequartista con compiti offensivi.

## Carriera

### Club
Inizia la carriera nella Seconda Divisione argentina, la Primera B Nacional, esordendo a 15 anni con il Tigre. La stagione successiva viene acquistato dal River Plate e viene inserito nella prima squadra, esordendo il 23 novembre 2009 nella sconfitta contro il Chacarita Juniors (0-1).
Nel 2004 viene prestato all'Universidad Católica in Cile dove vinse il titolo di campione nel 2005. Nel 2006 viene nuovamente prestato, stavolta al Rosario Central, dove si fa conoscere con buone prestazioni ed attira l'attenzione del Vasco da Gama, che lo prende ancora in prestito il 5 gennaio 2007.
Per la stagione 2008-2009 è stato ceduto in prestito alla Fluminense e nel 2010 vince la Bola de Ouro divenendo quindi il terzo calciatore argentino a vincere il trofeo.
Nel 2011 passa al Guangzhou Evergrande per 8 milioni di euro, firmando un contratto della durata di due anni e mezzo per 60 milioni di reais, circa 26 milioni di euro, ovvero 10,6 milioni a stagione. La media del suo stipendio mensile sarà quindi di quasi 900.000 euro, cifra che lo rende, al giugno del 2013, il 10º calciatore più pagato al mondo. Con il club cinese resto fino al 2013, vincendo tre campionati nazionali, una Coppa e una Supercoppa cinese e una AFC Champions League, grazie alla quale disputa, nel dicembre 2013, il Mondiale per club, nel quale si laurea capocannoniere con 2 gol a pari merito con Ronaldinho, Mouhcine Iajour e César Delgado.
Nel 2014 ritorna, dopo tre anni, al Fluminense ma ottenute 37 presenze e 9 gol in campionato nell'estate 2015 torna in Cina stavolta allo Shanghai SIPG con un contratto da 10,2 milioni di euro fino al 31 dicembre 2019. Nel gennaio 2017 va in prestito al Clube de Regatas do Flamengo.

### Nazionale
Ha giocato nella nazionale argentina Under-20.

## Statistiche

### Presenze e reti nei club
Statistiche aggiornate al 19 agosto 2016.
| Stagione               | Squadra                | Campionato             | Campionato | Campionato | Coppe nazionali | Coppe nazionali | Coppe nazionali | Coppe continentali | Coppe continentali | Coppe continentali | Altre coppe | Altre coppe | Altre coppe | Totale | Totale |
| Stagione               | Squadra                | Comp                   | Pres       | Reti       | Comp            | Pres            | Reti            | Comp               | Pres               | Reti               | Comp        | Pres        | Reti        | Pres   | Reti   |
| ---------------------- | ---------------------- | ---------------------- | ---------- | ---------- | --------------- | --------------- | --------------- | ------------------ | ------------------ | ------------------ | ----------- | ----------- | ----------- | ------ | ------ |
| 2011                   | Guangzhou Ever.        | CSL                    | 15         | 9          | CC              | 0               | 0               | -                  | -                  | -                  | -           | -           | -           | 15     | 9      |
| 2012                   | Guangzhou Ever.        | CSL                    | 24         | 10         | CC              | 2               | 1               | ACL                | 9                  | 6                  | SC          | 1           | 0           | 36     | 17     |
| 2013                   | Guangzhou Ever.        | CSL                    | 26         | 14         | CC              | 4               | 3               | ACL                | 14                 | 8                  | SC+Cmc      | 1+3         | 1+2         | 48     | 28     |
| Totale Guangzhou Ever. | Totale Guangzhou Ever. | Totale Guangzhou Ever. | 65         | 33         |                 | 6               | 4               |                    | 23                 | 14                 |             | 5           | 3           | 99     | 54     |
| 2014                   | Fluminense             | A/RJ+A                 | 15+37      | 4+9        | CB              | 5               | 3               | CS                 | 2                  | 0                  | -           | -           | -           | 59     | 16     |
| 2015                   | Shanghai SIPG          | CSL                    | 29         | 9          | CC              | 2               | 2               | -                  | -                  | -                  | -           | -           | -           | 31     | 11     |
| 2016                   | Shanghai SIPG          | CSL                    | 17         | 4          | CC              | 2               | 0               | ACL                | 8                  | 2                  | -           | -           | -           | 27     | 6      |
| Totale Shangai SIPG    | Totale Shangai SIPG    | Totale Shangai SIPG    | 46         | 13         |                 | 4               | 2               |                    | 8                  | 2                  |             | -           | -           | 58     | 17     |
| Totale carriera        | Totale carriera        | Totale carriera        | 163        | 59         |                 | 15              | 9               |                    | 33                 | 16                 |             | 5           | 3           | 216    | 87     |

## Palmarès

### Club

#### Competizioni nazionali
- Campionato cileno: 1

Universidad Católica: Clausura 2005
- Campionato brasiliano: 1

Fluminense: 2010
- Campionato cinese: 3

Guangzhou: 2011, 2012, 2013
- Coppa della Cina: 1

Guangzhou: 2012
- Supercoppa di Cina: 1

Guangzhou: 2012

#### Competizioni internazionali
- AFC Champions League: 1

Guangzhou: 2013

### Individuale
- Equipo Ideal de América: 1

2010
- Bola de Ouro: 1

2010
- Bola de Prata: 1

2011
- Capocannoniere della Coppa del mondo per club FIFA: 1

2013 (2 gol, ex aequo con Ronaldinho, Mouhcine Iajour e César Delgado)